# Mem (commande)
Pour les articles homonymes, voir Mem.
mem est une commande MS-DOS qui retourne des informations sur l'usage de la mémoire du poste sur lequel est exécuté la commande. La commande n'est pas disponible sur toutes les versions de Windows.

## Exemples[1]
Microsoft Windows 95 et Windows 98:
```
Microsoft
 
Windows
 
95
 
and
 
Windows
 
98
 
example
 
output:
Memory
 
type
	
Total
	
Used
	
Free
---------------
	
------
	
------
	
-----
Conventional
	
640
 
k
	
52
 
k
	
588
 
k
Upper
	
0
 
k
	
0
 
k
	
0
 
k
Reserved
	
384
 
k
	
384
 
k
	
0
 
k
Extended
 
(
XMS
)
	
31
,744
 
k
	
168
 
k
	
31
,576
 
k
---------------
	
------
	
------
	
------
Total
 
memory
	
31
,768
 
k
	
168
 
k
	
31
,576
 
k
Total
 
under
 
1
 
MB
	
640
 
k
	
52
 
k
	
588
 
k
Total
 
Expanded
 
(
EMS
)
                    
32
 
M
 
(
33
,046,528
 
bytes
)
 

Free
 
Expanded
 
(
EMS
)
                     
16
 
M
 
(
16
,777,216
 
bytes
)
 

Largest
 
executable
 
program
 
size
       
588
 
K
 
(
602
,512
 
bytes
)
 

Largest
 
free
 
upper
 
memory
 
block
         
0
 
K
        
(
0
 
bytes
)
 

MS-DOS
 
is
 
resident
 
in
 
the
 
high
 
memory
 
area.

```

Windows 2000 et Windows XP:
```
655360
 
bytes
 
total
 
conventional
 
memory

655360
 
bytes
 
available
 
to
 
MS-DOS

633872
 
largest
 
executable
 
program
 
size

1048576
 
bytes
 
total
 
contiguous
 
extended
 
memory

0
 
bytes
 
available
 
contiguous
 
extended
 
memory

941056
 
bytes
 
available
 
XMS
 
memory
 
MS-DOS
 
resident
 
in
 
High
 
Memory
 
Area

```

## Sources & Références
1. 1 2  « MS-DOS commande mem », sur www.computerhope.com, 09/15/2017 (consulté le 31 janvier 2018)